# Yorm Bopha
Yorm Bopha (Khmer: យ៉ម បុប្ផា) (Cambodja, circa 1983) is een Cambodjaanse landrechtenactiviste, die zich vooral bezighoudt met de projectontwikkelingen rondom het Boeung Kak-meer. Ze werd op 27 december 2012 veroordeeld tot drie jaar gevangenisstraf voor “opzettelijke geweldpleging met verzwarende omstandigheden”. Dit heeft ertoe geleid dat verschillende mensenrechtenactivisten namens haar gingen protesteren.

## Boeung Kak-project
Shakuka, een bedrijf dat in handen is van de senator van de Cambodjaanse Volkspartij, won in 2007 een 99-jarig leasecontract om het gebied rondom het meer te ontwikkelen. Projectontwikkelaars begonnen hierop zand in het meer te pompen. Een BBC-verslaggever merkte in 2011 op dat het meer, dat ooit het grootste van Phnom Penh was, is geslonken tot “weinig meer dan een plasje.” Volgens Amnesty International werden meer dan 20.000 inwoners verplaatst door de ontwikkelingen. In 2011 heeft de Wereldbank hulp aan Cambodja stopgezet totdat de situatie was opgelost.
Bopha strijdt actief voor de landrechten van inwoners van het gebied. In 2012 voerde ze campagne voor de vrijlating van dertien vrouwen die gevangenisstraffen kregen voor hun aandeel in een van de protesten.

## Veroordeling in 2012
Op 28 december 2012 werd Bopha veroordeeld voor “intentioneel geweld met verzwarende omstandigheden”, volgend op een incident in augustus van hetzelfde jaar waarbij ze naar verluidt twee taxichauffeurs zou hebben belaagd. Terwijl haar vonnis werd uitgesproken, omsingelde de oproerpolitie de rechtbank, waarbij ze elektrische wapenstokken gebruikten om demonstranten weg te houden. Yorm Bopha ging tegen haar veroordeling in: “Dit is onrechtvaardigheid in de geld-en-dollarmaatschappij.” Ou Virak, de voorzitter van het Cambodjaanse Centrum voor Mensenrechten, verklaarde: “Met deze zaak probeert de rechtbank landprotesten te stoppen.”
Amnesty International noemde de aantijgingen ‘gefabriceerd’, waarmee ze haar en - eveneens veroordeelde - medeactivist Tim Sakmony aanmerkten als ‘gewetensgevangenen’. Amnesty International verklaarde dat de twee “puur en alleen vervolgd zijn vanwege hun inspanningen om de rechten te verdedigen van de mensen uit hun gemeenschap die hun huizen middels gedwongen uitzetting hebben moeten verlaten.”
De Wereldorganisatie Tegen Marteling en de Internationale Federatie voor de Mensenrechten legden een gezamenlijke verklaring af waarin ze opriepen tot “de onmiddellijke en onvoorwaardelijke vrijlating en het opheffen van alle lopende aanklachten, aangezien hun detentie en gerechtelijke intimidatie slechts gericht lijkt op het dwarsbomen van hun mensenrechtenactivisme en het resultaat lijken van de uitoefening van hun recht op vrijheid van meningsuiting en vereniging.”
Op 27 maart 2013 werd Bopha’s verzoek om, in afwachting van haar hoger beroep, op borgtocht te worden vrijgelaten afgewezen door het Hooggerechtshof van Cambodja. In juni 2013 werd Bopha opnieuw veroordeeld, maar werd haar straf teruggebracht tot twee jaar. Op 22 november 2013 werd Bopha op borgtocht vrijgelaten. Haar zaak zou nader onderzocht worden en opnieuw voor de rechter komen.

## Persoonlijk leven
Bopha is getrouwd met activist Lours Sakhorn.